# Neuropile
Le neuropile est la partie du tissu nerveux située entre les principales cellules constituant la substance grise du système nerveux central. Il s'agit donc d'un enchevêtrement des protrusions cytoplasmiques issues des neurones (axones et dendrites) et des cellules gliales (oligodendrocytes et astrocytes).
Il comprend les axones, les dendrites, les synapses et le prolongement des cellules gliales.
Le neuropile est le siège de nombreux échanges métaboliques.